# تعمية بلايفير
في التعمية التقليدية [الإنجليزية]، تعمية بلايفير (بالإنجليزية: Playfair cipher)‏ هي وسيلة لتعمية النصوص، تُعد هذه الطريقة مثالًا على نظام تعمية الكلمات ثنائية الأحرف وهو ما يعني تعمية الأحرف أزواجًا في مقابل تعميتها مفردةً.

## تاريخ
ابتكر تعمية بلايفير تشارلز ويتستون عام 1854 وأخذت اسم صديقه ليون بلايفير [الإنجليزية]. استخدمتها إدارة الحرب البريطانية حتى بداية القرن العشرين، وقد استُخدِمَتْ في الحرب العالمية الثانية.

## قبل بدء عملية التعمية
تحتاج هذه التعمية إلى مفتاح لا يحتوي على أحرف مكررة وإن وجدت وجب حذف أحدها، يستعمل جدول من 25 خانة مع خمس أعمدة وخمسة سطور يشمل الحروف اللاتينية بالترتيب بعد حذف حرف J وتعويضه ب I وتتمركز حروف المفتاح أولا في الجدول، فإن استعملنا كلمة Book كمفتاح يكون الجدول كالتالي:
| C | A | K | O | B |
| H | G | F | E | D |
| P | N | M | L | I |
| U | T | S | R | Q |
| Z | Y | X | W | V |

### النص غير المعمى
- يجب استبدال كل حرف J ب I
- وكتابة الرسالة في أزواج من الأحرف
- عدم السماح بوجود أزواج أحرف متطابقة وإن وجدت يدرج x بينها
- إضافة حرف x في النهاية إذا كان عدد الأحرف فرديا

فمثلا كلمة WIKIPEDIA تصبح WI KI PE DI AX.

## عملية التعمية
تتلخص قاعدة التعمية في نظام تعمية بلايفير في الآتي:
- إذا وقع الحرفان في الصف نفسه من الجدول، يحل محل كل حرف الحرفُ الذي إلى يمينه.
- إذا وقع الحرفان في العمود نفسه الجدول، يحل محل كل حرف الحرفُ الذي يقع إلى الأسفل منه.
- إذا لم يقع الحرفان في الصف أو العمود نفسه، يحل محل الحرفِ الأول الحرفُ الذي يقع في صف الحرف الأول وعمود الحرف الثاني. ويحل محل الحرف الثاني الحرف الذي يوجد في عمود الحرف الأول وصف الحرف الثاني.

فبتطبيقنا لتعمية بلايفير على كلمة WIKIPEDIA مع المفتاح Book نحصل على: VLBMLHIQKY
| بعد تطبيقنا لتعمية بلايفير على أول حرفين نحصل على:                           |
| يشكل الحرفين K و I معا الحالة 3 من نظام التعمية.                             |
| الحالة 3 مرة أخرى مع الحرفين P و E.                                          |
| شكل الحرفين الحالة 2 لوقوعهما في نفس العمود.                                 |
| شكل آخر حرفين الحالة 3 للمرة الرابعة لعدم وجدهما في نفس العمود أو نفس السطر. |